# Paraglomus brasilianum
Paraglomus brasilianum är en svampart som först beskrevs av Spain & J. Miranda, och fick sitt nu gällande namn av J.B. Morton & D. Redecker 2001. Paraglomus brasilianum ingår i släktet Paraglomus och familjen Paraglomeraceae.   Inga underarter finns listade i Catalogue of Life.